# 1st US Army Group

Symbol der 1. US-Heeresgruppe

Die 1st US Army Group (deutsch 1. US-Heeresgruppe, kurz FUSAG) war eine fiktive Armee und wurde gemäß Legende 1943 in London aktiviert, um die Invasionspläne für den europäischen Kontinent vorzubereiten. Im Oktober 1943 verlegte General Omar Bradley das Hauptquartier nach Großbritannien, und Bradley übernahm die Aufgaben des Kommandeurs der 1. US-Armee und der FUSAG, die später in die 12th Army Group umbenannt wurde. Allerdings sollte General Bernard Montgomery bis zur gesicherten Invasion den Oberbefehl über alle in Nordfrankreich befindlichen amerikanischen Bodentruppen behalten. Am 1. August 1944 fand die offizielle Indienststellung der 12. US-Heeresgruppe unter Bradley statt, der damit 903.000 Soldaten, eingeteilt in 21 Divisionen, kommandierte.

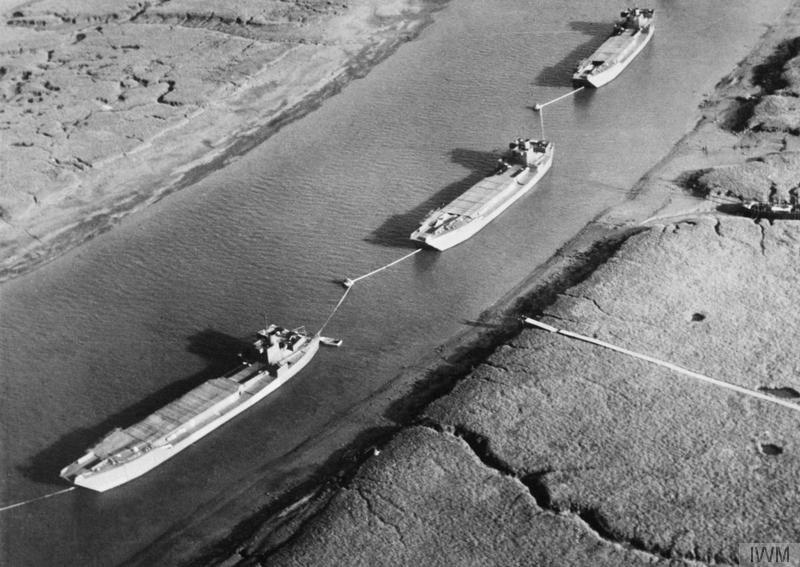
Attrappen von Landungsbooten in Südostengland, 1944

Nach der Transferierung aller Einheiten der FUSAG zur 12. US-Heeresgruppe blieb die FUSAG als Scheinarmee bis zum 18. Oktober 1944 bestehen. Sie diente zur Irreführung der Wehrmachtsführung, die im Glauben gehalten werden sollte, dass am Pas de Calais statt in der Normandie die eigentliche Landung stattfinden würde. Die Personaldecke wurde mittels geschickter Täuschungsmanöver als deutlich größer als die der britischen 21. Heeresgruppe unter Montgomery ausgegeben. General George S. Patton, von dem Eisenhower wusste, dass er bei den Deutschen ein gewisses Ansehen genoss, wurde als Befehlshaber eingesetzt. Im Rahmen der Operation Fortitude bekam die FUSAG einen Stationierungsort in der Nähe von Dover zugeteilt. 
Die Wehrmacht schätzte wegen der FUSAG die alliierte Truppenstärke in England um 50 % zu hoch ein und erwartete noch lange nach der erfolgten Normandielandung die alliierte Hauptlandung am Pas de Calais. Deshalb wurden etwa 22 deutsche Divisionen bis weit in den Juli am Pas de Calais gehalten. Erst im August befahl Hitler den Einsatz in der Normandie, nachdem man auf der deutschen Seite zu dem Schluss gekommen war, die Alliierten hätten wegen der Erfolge in der Normandie den riskanten Angriff am Pas de Calais abgeblasen.
Mittels eines ausgeklügelten Täuschungsplans, dem im Wesentlichen die Übermittlung von Scheinnachrichten über Radio und Funk zugrunde lag, gelang es, die FUSAG als Teil der Operation Quicksilver fiktiv aufzubauen. In den Radio- und Funkübertragungen war von einer kanadischen Armee, einer US-Armee, einem kanadischen Korps, drei US-Korps, einer kanadischen Infanterieabteilung, einer kanadischen Panzereinheit, sechs US-Infanterieabteilungen und vier US-Panzereinheiten die Rede.

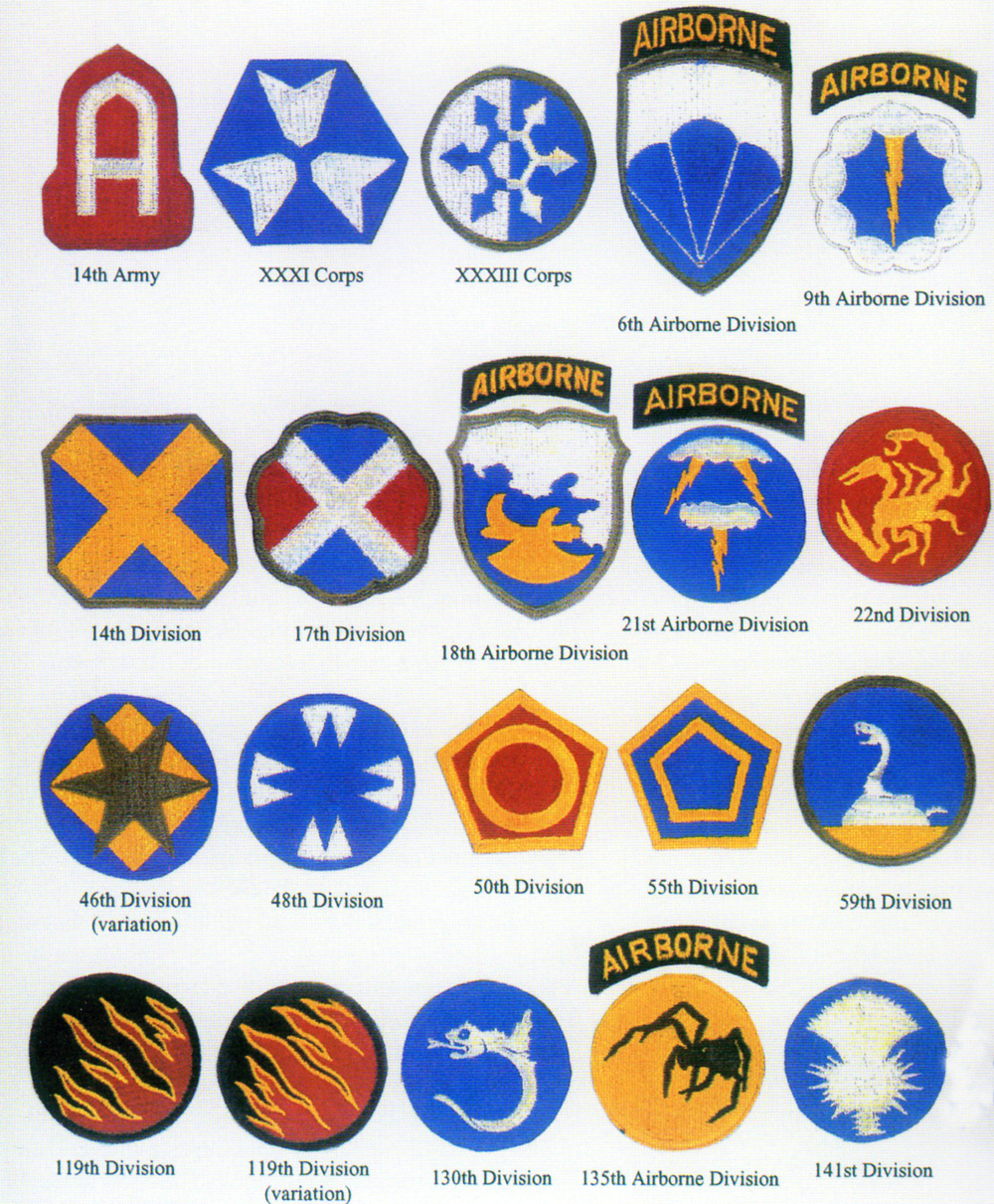
Fingierte Truppenabzeichen der FUSAG

Die FUSAG-Geisterarmee lebte allein durch die um sie herum gesponnenen Geschichten, die ihr Bestehen gegenüber den Deutschen plausibel erscheinen ließen. So wurde von der Rekrutierung der Soldaten aus den unterschiedlichsten US-Staaten berichtet. Fiktive Befehlshaber wurden erfunden und komplette Baseball- und Footballspiele zwischen den Abteilungen übertragen. Auch Privatnachrichten von den nicht-existenten Soldaten zurück in die Heimat wurden verlesen. Sollten deutsche Spione in den USA und Großbritannien auf die FUSAG angesetzt werden, waren Aufklärungsoffiziere mit der Spezialaufgabe betraut worden, diese ausfindig zu machen, in ihr Vertrauen zu ziehen und mit Falschinformationen zu versorgen. Auch die durch den britischen und amerikanischen Geheimdienst aufgedeckten und zu eigenen Agenten „gedrehten“ deutschen Spione übermittelten an ihre Vorgesetzten entsprechende Berichte.
Wie bei der Operation Bertram wurden Reihen von Panzer- und Geschützattrappen in Ostengland aufgestellt. Die Attrappen von Landungsbooten erwiesen sich als zu instabil und wurden leicht an Land getrieben oder zerbrachen. Es wurde nachweislich auch keines durch die deutsche Luftaufklärung aufgefunden. Auch reale Verbände wurden zur Ablenkung in dem Raum stationiert und sollten als Reserven erst mit dem Beginn der Landung in der Normandie verlegt werden.
Ab Mai war den Alliierten aus entzifferten ULTRA-Funksprüchen klar, dass das Ablenkungsmanöver funktionierte. Am 1. Juli wurde ein Funkspruch des japanischen Botschafters Ōshima Hiroshi abgefangen, der nach Tokio berichtete Hitler gehe von kommenden Ablenkungsmanövern in der Normandie mit einer anschließenden großangelegten Invasion über den Pas de Calais aus. Anhand deutscher Operationskarten, die den Alliierten in die Hände gefallen waren, ließ sich der Erfolg der Täuschungsoperation überprüfen. Die am Pas de Calais versammelten deutschen Einheiten ergaben ein deutliches Bild. Zeitgleich mit den realen Invasionseinheiten unternahmen auch die fiktiven Truppen der FUSAG Stellungsverschiebungen, was die Konfusion auf deutscher Seite komplettierte.